# Juan Manuel de Alba
Juan Manuel de Alba Flores (nació el 27 de agosto de 1994 en Ocotlán, Jalisco), es un futbolista mexicano que juega como Defensa central y actualmente juega en el C.D. Irapuato de la Liga de Expansión MX.
Como profesional ha marcado 5 goles (3 con los Leones Negros, 1 con Cimarrones y 1 con Loros).

## Trayectoria
Llegó al equipo Sub-17 de Jaguares de Chiapas en el 2011 y en la siguiente Temporada subió a la categoría Sub-20. Debutó con el primer equipo el 12 de febrero del 2013, enfrentando a los Reboceros de La Piedad en el Estadio Juan Nepomuceno López, en partido correspondiente a la Jornada 5 de la Copa MX Clausura 2013; el encuentro finalizó 0-1 a favor de los Naranjas.
Al concluir el Clausura 2013, la franquicia de Jaguares fue adquirida por Grupo Delfines; el club fue trasladado a Querétaro y varios futbolistas pasaron a formar parte de los activos del Grupo. De Alba jugó el Apertura 2013 con los Gallos Blancos del Querétaro, registrando 2 juegos en la Copa MX.
Durante el Clausura 2014 militó con Irapuato, equipo que participaba en Liga Premier de Ascenso. Después de estar con los Freseros, retornó a Querétaro.
Jugó con Cimarrones de Sonora las Temporadas 2016-2017 y 2018-2019. 
Llegó a Loros de Colima para el Apertura 2019. Previo al arranque del Clausura 2020, el conjunto colimense se retiró de la contienda al no contar con la liquidez económica para mantenerse en el certamen; ante tal situación, De Alba firmó con Inter Playa del Carmen, equipo que milita en la Segunda División de México.
En junio del 2021 se unió a los Leones Negros. Con los Melenudos estuvo 2 años, donde logró acceder a varias liguillas. En el verano del 2023 se anunció su incorporación al Club Deportivo Municipal Limeño de El Salvador.
Se integró a Venados F.C. de cara al Clausura 2024.

## Clubes
| Club                   | País        | Año         |
| ---------------------- | ----------- | ----------- |
| Jaguares de Chiapas    | México      | 2010-2013   |
| Querétaro              | México      | 2013        |
| Irapuato               | México      | 2014        |
| Querétaro              | México      | 2014-2016   |
| Cimarrones de Sonora   | México      | 2016-2017   |
| Querétaro              | México      | 2017        |
| Cimarrones de Sonora   | México      | 2018-2019   |
| Loros de Colima        | México      | 2019        |
| Inter Playa del Carmen | México      | 2020        |
| Leones Negros          | México      | 2021 - 2023 |
| Municipal Limeño       | El Salvador | 2023        |
| Venados                | México      | 2024        |
| Irapuato               | México      | 2025-Act.   |

## Palmarés
Campeonatos nacionales 
| Título                      | Club      | País   |
| --------------------------- | --------- | ------ |
| Copa México Apertura 2016   | Querétaro | México |
| Supercopa de México 2016-17 | QuerétarO | México |